# Brasil de Fato

Brasil de Fato est un journal et une agence de radio brésiliens, qui possède également des journaux régionaux à Rio de Janeiro, Minas Gerais, São Paulo, Paraná et Pernambuco. Il dispose d'un réseau national et international de journalistes, de contributeurs, de chroniqueurs et d'intellectuels de gauche .

## Histoire
Lancé lors du Forum social mondial de Porto Alegre, le 25 janvier 2003, par des mouvements populaires tels que MST, Via Campesina, la Consultation populaire et les Commissions pastorales sociales, Brasil de Fato a débuté comme un hebdomadaire politique brésilien.  En 2014, la production des éditions régionales du journal a débuté,.
Outre leur vocation locale, ces éditions régionales visent à toucher la classe ouvrière. Elles sont donc produites au format tabloïd et distribuées gratuitement dans la rue. Il existe actuellement des versions régionales à Rio de Janeiro, São Paulo, Minas Gerais, Paraná et Pernambuco. L'édition Rio Grande do Sul de Brasil de Fato a été lancée avec des activités à Santa Maria et Porto Alegre. Dans cette dernière ville, le lancement a eu lieu au Mémorial Luiz Carlos Prestes, une œuvre d' Oscar Niemeyer en hommage au révolutionnaire Luiz Carlos Prestes . 
Le 24 juin 2019, un partenariat avec Fotos Públicas a débuté.
En août 2023, le journal américain The New York Times a accusé, dans un rapport d'enquête, Neville Roy Singham (en) de financer Brasil de Fato pour le compte du Parti communiste chinois,.

## Récompenses
Prix Vladimir Herzog
Mention honorable pour le prix Vladimir Herzog pour l'audio